# 미야마에 아미
미야마에 아미(宮前 杏実,みやまえ あみ, 1997년 9월 9일 - )는 일본 여성 아이돌 그룹 전 SKE48의 멤버이다.

## 개요
- 전 SKE48 팀S 멤버 쓰리에스 스타일 프로 소속.

## 내력
2014년
- 12월 10일에 발매된 SKE48 16th 싱글 《12月のカンガルー》의 센터로 선출되었다.

2015년
- 5월부터 6월에 걸쳐 실시된 《AKB48 41st 싱글 선발 총선거》에서는 45위로, 넥스트 걸즈에 선출되었다[1].

2016년
- 9월 30일, SKE48 팀S 졸업.